# Замойский, Ян Канти
Граф Ян Канти Замойский (4 августа 1900, Стара-Любовня — 28 сентября 1961, Монте-Карло) — польский аристократ.

## Биография
Представитель польского магнатского рода Замойских герба «Елита». Младший (четвертый) сын графа Анджея Замойского (1852—1927) и принцессы Марии Каролины Жозефины Фердинанды Бурбон-Сицилийской (1852—1941).
Владелец имений: Любовня, Дружбаки и Мнишек в Спишском старостве (Словакия).
9 марта 1929 года в Мадриде он женился на своей кузине Изабелле Альфонсе Бурбон-Сицилийской (10 октября 1904 — 18 июля 1985), дочери инфанта Карлоса Танкреда Бурбон-Сицилийского (1870—1949) от первого брак с Марией лас Мерседес де Бурбон и Габсбург-Лотарингской (1880—1904). Супруги имели двух сыновей и двух дочерей:
- Кароль Альфонс Мария (28 октября 1930 — 26 октября 1979), женат с 1956 года на Эсперансе Рей Леке (род. 1935), трое детей[1]
  - Мария де Росио Замойска (р. 1 января 1958 г.)
  - Граф Чарльз Замойский (р. 19 апреля 1962 г.)
  - Графиня Кристина Замойская (р. 1972 г.)
- Мария Кристина (2 сентября 1932 — 6 декабря 1959)[1], умерла в возрасте 27 лет в Мадриде, замуж не выходила, детей не имела
- Юзеф Михаил (27 июня 1935 — 22 мая 2010), был женат с 1973 года на Марии Антонии Наварес-и-Гонсалес (род. 1935), один ребенок [1]
  - Граф Хосе Замойский (род. 1975)
- Мария Тереза (род. 18 апреля 1938), не выходила замуж[1], так как стала монахиней

Его сестра Мария Каролина Замойская (1896—1968) вышла замуж за своего кузена — принца Раньери Бурбон-Сицилийского, герцога ди Кастро. В 1934 году Ян Канти Замойский был назначен великим магистром Ордена Святого Лазаря принцем Франциском II Бурбоном, герцогом Севильским, первым руководителем (великим приором) под польской юрисдикцией. Резиденцией великого приората Польша был замок Стара-Любовня на р. Попраде, спишская резиденция графа Яна.
После начала Второй Мировой войны Ян Канти Замойский эмигрировал в Монте-Карло, где скончался в 28 сентября 1961 года.

## Награды
- Кавалер Мальтийского ордена (1927)
- Кавалер Ордена Святого Лазаря (1929)